# (11147) Delmas
(11147) Delmas est un astéroïde de la ceinture principale.

## Description
(11147) Delmas est un astéroïde de la ceinture principale. Il fut découvert le 6 décembre 1997 à Bédoin par Pierre Antonini. Il présente une orbite caractérisée par un demi-grand axe de 3,13 UA, une excentricité de 0,14 et une inclinaison de 7,4° par rapport à l'écliptique.

## Compléments